# Susan Dunn
Susan Dunn – australijska judoczka.
Brązowa medalistka mistrzostw Oceanii w 1979. Wicemistrzyni Australii w 1979 i 1981 roku.